# Chersodromia
Chersodromia is een geslacht van insecten uit de familie van de Hybotidae, die tot de orde tweevleugeligen (Diptera) behoort.

## Soorten
Deze lijst van 33 stuks is mogelijk niet compleet.
- C. adriatica Chvala, 1970
- C. alata (Walker, 1835)
- C. ancilottoi Raffone, Ramzini & Scarpa, 1988
- C. arenaria (Haliday, 1833)
- C. beckeri Melander, 1928
- C. bureschi Beschovski, 1973
- C. cana Melander, 1945
- C. colliniana Frey, 1936
- C. cursitans (Zetterstedt, 1819)
- C. curtipennis Collin, 1950
- C. flavipes Chvala, 1978
- C. fluviatilis Chvala, 1995
- C. foddaiae Raffone, 1994
- C. gratiosa Becker, 1908
- C. hirta (Walker, 1835)
- C. houghii (Melander, 1902)
- C. incana Walker, 1851
- C. inchoata (Melander, 1906)
- C. insignita Melander, 1945

- C. inusitata (Melander, 1902)
- C. italica Chvala, 1970
- C. magacetes Melander, 1945
- C. mediterranea Chvala, 1970
- C. milanchvalai Beschovski, 1973
- C. nana (Coquillett, 1903)
- C. neocurtipennis Beschovski, 1974
- C. nigrosetosa Chvala, 1970
- C. oraria Collin, 1966
- C. orlandinii Raffone, 1984
- C. parallela (Melander, 1928)
- C. pontica Chvala, 1970
- C. pseudohirta Chvala, 1970
- C. speculifera Walker, 1851